# Everest Premium Lager Beer

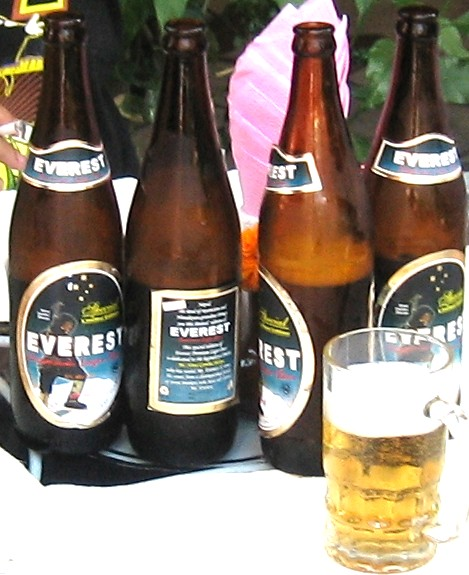
Botellas y jarra de Everest Premium Lager Beer.

Everest Premium Lager Beer es una cerveza nepalí tipo lager que fabrica la compañía Mt. Everest Brewery Pvt. Ltd desde el año 2003. Su lanzamiento se realizó para conmemorar el 50 aniversario de la primera ascensión al monte Everest, llevada a cabo por Edmund Hillary y Tenzing Norgay. Tiene una graduación alcohólica de 5 %. Desde el año 2011 patrocina al club de fútbol Yeti Himalayan Sherpa Club.